# U.S. Open Cup 1996
La U.S. Open Cup 1996 fue la 83.ª edición de la Lamar Hunt U.S. Open Cup del fútbol de los Estados Unidos. Empezó el 27 de junio y finalizó el 30 de octubre. Participaron en un total de 17 equipos, todos los equipos que disputan en las diferentes categorías y contando por primera vez la participación de los equipos de la Major League Soccer en la competición. 
El D.C. United se consagró campeón por primera vez, tras vencer en la final ante el Rochester Raging Rhinos por 3-0.

## Primera fase
| Fecha       | Local               | Resultado | Visitante              |
| ----------- | ------------------- | --------- | ---------------------- |
| 27 de junio | San Jose Oaks       | 3 - 2     | California Jaguars     |
| 30 de junio | Fort Myers Manatees | 6 - 0     | St. Petersburg Kickers |
| 3 de julio  | Carolina Dynamo     | 5 - 0     | Mo’s Sport Shop        |
| 4 de julio  | El Paso Patriots    | 3 - 0     | RWB Adria              |

## Segunda fase
| Fecha       | Local                   | Resultado | Visitante           |
| ----------- | ----------------------- | --------- | ------------------- |
| 30 de julio | New York Fever          | 0 - 1     | Carolina Dynamo     |
| 30 de julio | San Jose Oaks           | 0 - 1     | Seattle Sounders    |
| 31 de julio | Rochester Raging Rhinos | 2 - 0     | Fort Myers Manatees |
| 4 de agosto | Colorado Foxes          | 5 - 1     | El Paso Patriots    |

## Fase final
|  | Cuartos de final                 | Cuartos de final                 |                         |                         | Semifinales                 | Semifinales                 |  |             | Final         | Final         |  |
|  | 4 de septiembre/16 de septiembre | 4 de septiembre/16 de septiembre |                         |                         | 12 de octubre/27 de octubre | 12 de octubre/27 de octubre |  |             | 30 de octubre | 30 de octubre |  |
|  |                                  |                                  |                         |                         |                             |                             |  |             |               |               |  |
|  |                                  |                                  |                         |                         |                             |                             |  |             |               |               |  |
|  | Dallas Burn                      | 3                                |                         |                         |                             |                             |  |             |               |               |  |
|  | Dallas Burn                      | 3                                |                         |                         |                             |                             |  |             |               |               |  |
|  | Seattle Sounders                 | 2                                |                         |                         |                             |                             |  |             |               |               |  |
|  | Seattle Sounders                 | 2                                |                         | Dallas Burn             | 0                           |                             |  |             |               |               |  |
|  |                                  |                                  |                         | Dallas Burn             | 0                           |                             |  |             |               |               |  |
|  |                                  |                                  | D.C. United             | 2                       |                             |                             |  |             |               |               |  |
|  | D.C. United                      | 2                                | D.C. United             | 2                       |                             |                             |  |             |               |               |  |
|  | D.C. United                      | 2                                |                         |                         |                             |                             |  |             |               |               |  |
|  | Carolina Dynamo                  | 0                                |                         |                         |                             |                             |  |             |               |               |  |
|  | Carolina Dynamo                  | 0                                |                         |                         |                             |                             |  | D.C. United | 3             |               |  |
|  |                                  |                                  |                         |                         |                             |                             |  | D.C. United | 3             |               |  |
|  |                                  |                                  | Rochester Raging Rhinos | 0                       |                             |                             |  |             |               |               |  |
|  | Rochester Raging Rhinos          | 4                                | Rochester Raging Rhinos | 0                       |                             |                             |  |             |               |               |  |
|  | Rochester Raging Rhinos          | 4                                |                         |                         |                             |                             |  |             |               |               |  |
|  | Tampa Bay Mutiny                 | 3                                |                         |                         |                             |                             |  |             |               |               |  |
|  | Tampa Bay Mutiny                 | 3                                |                         | Rochester Raging Rhinos | 3                           |                             |  |             |               |               |  |
|  |                                  |                                  |                         | Rochester Raging Rhinos | 3                           |                             |  |             |               |               |  |
|  |                                  |                                  | Colorado Rapids         | 0                       |                             |                             |  |             |               |               |  |
|  | Kansas City Wiz                  | 2                                | Colorado Rapids         | 0                       |                             |                             |  |             |               |               |  |
|  | Kansas City Wiz                  | 2                                |                         |                         |                             |                             |  |             |               |               |  |
|  | Colorado Rapids                  | 3                                |                         |                         |                             |                             |  |             |               |               |  |
|  | Colorado Rapids                  | 3                                |                         |                         |                             |                             |  |             |               |               |  |
|  |                                  |                                  |                         |                         |                             |                             |  |             |               |               |  |

### Final
| 30 de octubre de 1996 | D.C. United                           | 3:0 (1:0) | Rochester Raging Rhinos | Robert F. Kennedy Memorial Stadium, Washington D. C.     |                                                          |
|                       | Diaz Arce 45' · Pope 63' · Moreno 89' |           |                         | Asistencia: 7.234 espectadores Árbitro(s): Esse Baharast | Asistencia: 7.234 espectadores Árbitro(s): Esse Baharast |

|                                   |
| Campeón D.C. United Primer título |

## Estadísticas
| Equipo | Equipo                  | Pts | PJ | PG | PE | PP | GF | GC | Dif | Rend  |
| ------ | ----------------------- | --- | -- | -- | -- | -- | -- | -- | --- | ----- |
| 1      | D.C. United             | 9   | 3  | 3  | 0  | 0  | 7  | 0  | +7  | 100%  |
| 2      | Rochester Raging Rhinos | 9   | 4  | 3  | 0  | 1  | 9  | 6  | +3  | 75,0% |
| 3      | Dallas Burn             | 3   | 2  | 1  | 0  | 1  | 3  | 4  | -1  | 50,0% |
| 4      | Colorado Rapids         | 3   | 2  | 1  | 0  | 1  | 4  | 6  | -2  | 50,0% |
| 5      | Carolina Dynamo         | 6   | 3  | 2  | 0  | 1  | 6  | 2  | +4  | 66,6% |
| 6      | Seattle Sounders        | 3   | 2  | 1  | 0  | 1  | 3  | 3  | 0   | 50,0% |
| 7      | Kansas City Wiz         | 0   | 1  | 0  | 0  | 1  | 2  | 3  | -1  | 0%    |
| 8      | Tampa Bay Mutiny        | 0   | 1  | 0  | 0  | 1  | 3  | 4  | -1  | 0%    |
| 9      | Colorado Foxes          | 3   | 1  | 1  | 0  | 0  | 5  | 1  | +4  | 100%  |
| 10     | Fort Myers Manatees     | 3   | 2  | 1  | 0  | 1  | 6  | 2  | +4  | 50,0% |
| 11     | San Jose Oaks           | 3   | 2  | 1  | 0  | 1  | 4  | 4  | 0   | 50,0% |
| 12     | El Paso Patriots        | 3   | 2  | 1  | 0  | 1  | 4  | 5  | -1  | 50,0% |
| 13     | New York Fever          | 0   | 1  | 0  | 0  | 1  | 0  | 1  | -1  | 0%    |
| 14     | California Jaguars      | 0   | 1  | 0  | 0  | 0  | 2  | 3  | -1  | 0%    |
| 15     | RWB Adria               | 0   | 1  | 0  | 0  | 1  | 0  | 3  | -3  | 0%    |
| 16     | Mo’s Sport Shop         | 0   | 1  | 0  | 0  | 1  | 0  | 5  | -5  | 0%    |
| 17     | St. Petersburg Kickers  | 0   | 1  | 0  | 0  | 1  | 0  | 6  | -6  | 0%    |